# Cydistomyia bisecta
Cydistomyia bisecta är en tvåvingeart som beskrevs av H. Oldroyd 1949. Cydistomyia bisecta ingår i släktet Cydistomyia och familjen bromsar. Inga underarter finns listade i Catalogue of Life.